# Yorodougou
Yorodougou este o comună din departamentul Biankouma, regiunea Dix-Huit Montagnes, Coasta de Fildeș.